# Dryopteris lacera
Dryopteris lacera là một loài thực vật có mạch trong họ Dryopteridaceae. Loài này được (Thunb.) Kuntze miêu tả khoa học đầu tiên năm 1891.